# Municipio de Hereim
El municipio de Hereim (en inglés: Hereim Township) es un municipio ubicado en el condado de Roseau en el estado estadounidense de Minnesota. En el año 2010 tenía una población de 228 habitantes y una densidad poblacional de 2,66 personas por km².

## Geografía
El municipio de Hereim se encuentra ubicado en las coordenadas 48°40′26″N 96°11′38″O / 48.67389, -96.19389. Según la Oficina del Censo de los Estados Unidos, el municipio tiene una superficie total de 85.79 km², de la cual 85,79 km² corresponden a tierra firme y (0 %) 0 km² es agua.

## Demografía
Según el censo de 2010, había 228 personas residiendo en el municipio de Hereim. La densidad de población era de 2,66 hab./km². De los 228 habitantes, el municipio de Hereim estaba compuesto por el 100 % blancos. Del total de la población el 0 % eran hispanos o latinos de cualquier raza.